# Pratval
Pratval ist ein Dorf und eine ehemalige politische Gemeinde in der Gemeinde Domleschg, die im Kreis Domleschg in der Region Viamala im Schweizer Kanton Graubünden liegt.
Pratval fusionierte am 1. Januar 2015 mit den Gemeinden Almens, Paspels, Rodels und Tomils zur neuen Gemeinde Domleschg.

## Geographie
Die ehemalige Gemeinde liegt östlich des Hinterrheins auf einem Plateau und besteht aus den Ortsteilen Dorf entlang der Hauptstrasse, Schloss Rietberg und Klein Rietberg. Vom gesamten ehemaligen Gemeindegebiet von 80 ha können 44 ha landwirtschaftlich genutzt werden. Weitere 21 ha sind von Wald und Gehölz bedeckt, und der Rest von 14 ha ist Siedlungsfläche.
Auf dem ehemaligen Gemeindegebiet von Pratval liegen das Schloss Rietberg und die Ruine der Burg Hasensprung.

## Geschichte

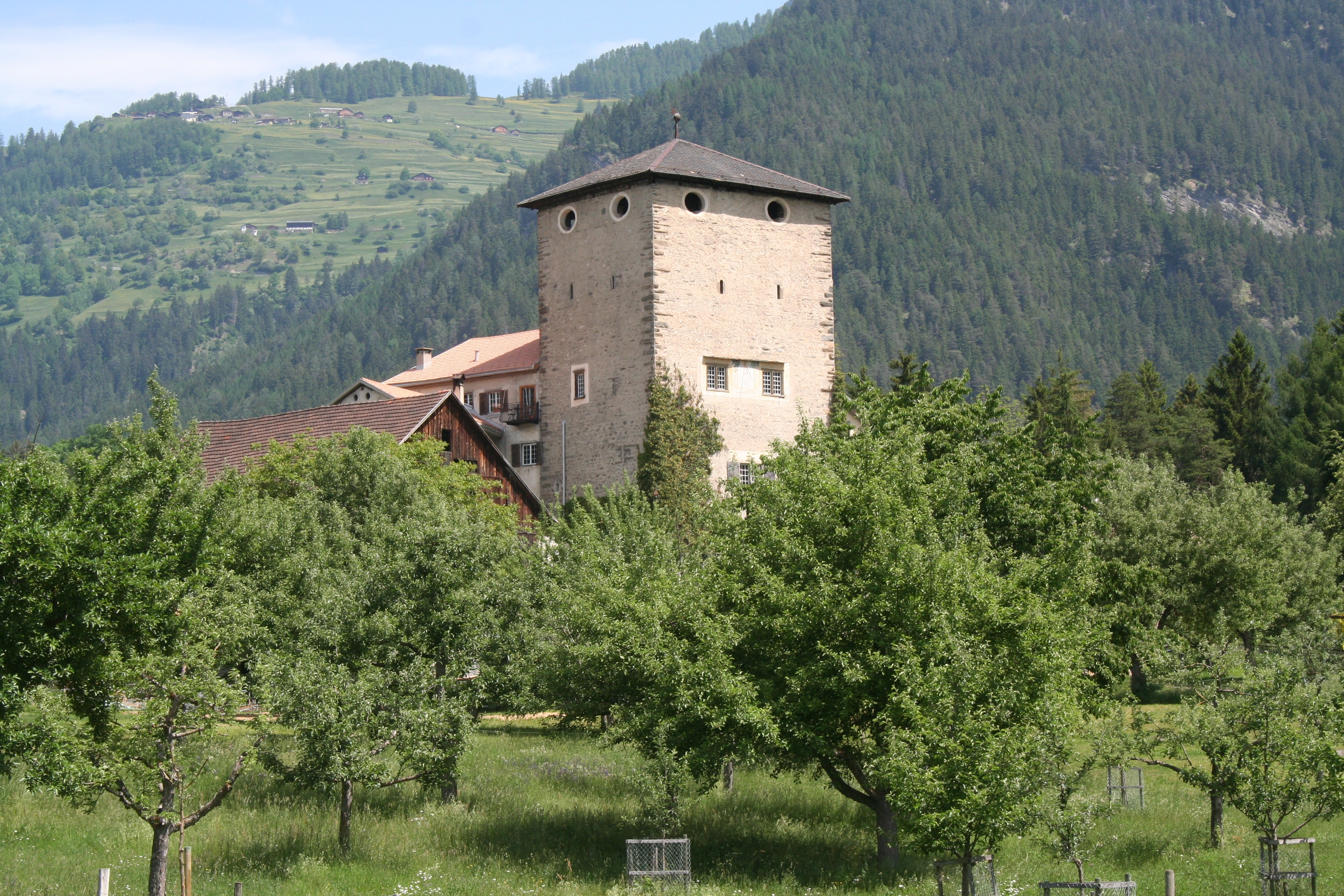
Schloss Rietberg

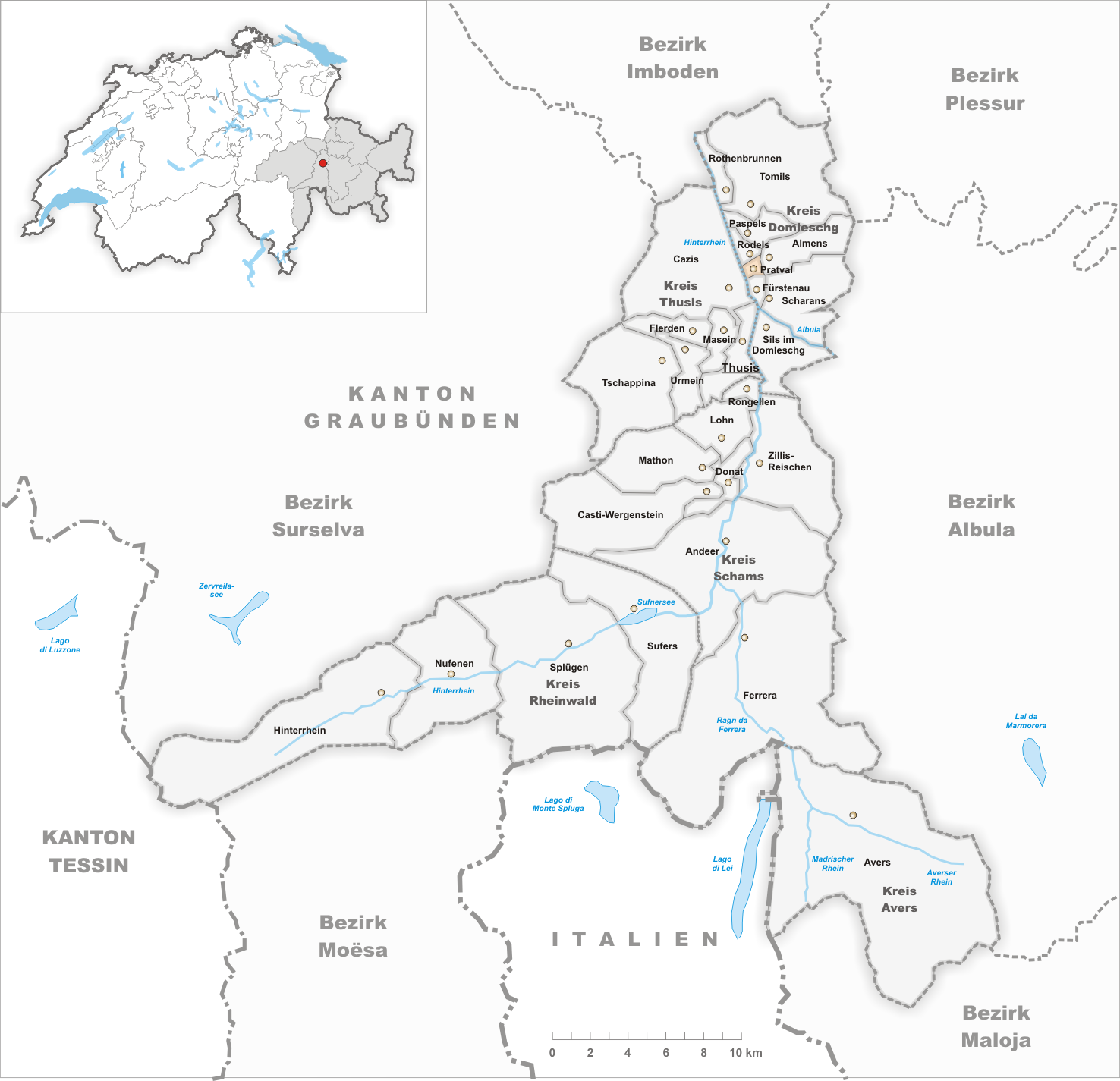
Gemeindestand vor der Fusion am 1. Januar 2015

Pratval ist eine kleine Gemeinde, die politisch die Schicksale des einstigen Gerichts Fürstenau teilte. Das Schloss Rietberg aus dem 12. und 13. Jahrhundert war Sitz der gleichnamigen Herren, später unter anderem der von Salis und der von Planta. 1506 wurde der Ort als Pradval urkundlich erwähnt. Kirchlich gehört Pratval seit jeher zu Almens. Ab 1592 erfolgte die Reformation.
Bis 1845 war Pratval Teil von Almens und bildete bis 1851 eine eigene Nachbarschaft in der Gerichtsgemeinde Fürstenau. Bis 2001 gehörte Pratval zum Bezirk Heinzenberg. Vorherrschend waren Viehwirtschaft, Obst- und Ackerbau. 1895/1896 wurde die Fahrstrasse gebaut, 1939 bis 1944 sowie 1967 bis 1968 Meliorationen durchgeführt. Aufgrund der sonnigen Lage nahm die Bautätigkeit Ende des 20. Jahrhunderts stark zu. Als kleiner Ort ohne eigene Kirche, Schule, Post und Laden musste Pratval viele Aufgaben in Gemeindeverbänden angehen. Bis am 31. Dezember 2014 war Pratval eine politische Gemeinde.

## Wappen
| Wappen von Pratval | Blasonierung: «In Grün ein gestürzter silberner (weisser) Sparren» |
| Wappen von Pratval | Redendes Wappen im Sinne von „Wiesental“ bzw. Dorf im Wiesengrund  |

## Bevölkerung
| Jahr      | 1850 | 1900 | 1950 | 1980 | 1990 | 2000 | 2005 | 2014 |
| Einwohner | 82   | 67   | 83   | 128  | 178  | 240  | 250  | 241  |

### Sprachen
Die ursprüngliche Sprache der ehemaligen Gemeinde war Sutselvisch, ein bündnerromanischer Dialekt, doch verlor dieser bereits um 1890 die Mehrheit. Während es 1880 noch 65 % romanisch Sprechende gab, waren es 1900 43 % und 1910 bloss noch 19 %. Heute dominiert Deutsch, und Romanisch ist kaum noch von Bedeutung. Nur noch 8 % der Einwohnerschaft verstehen Romanisch und die Behördensprache ist Deutsch.
| Sprachen      | Volkszählung 1980 | Volkszählung 1980 | Volkszählung 1990 | Volkszählung 1990 | Volkszählung 2000 | Volkszählung 2000 |
| Sprachen      | Anzahl            | Anteil            | Anzahl            | Anteil            | Anzahl            | Anteil            |
| ------------- | ----------------- | ----------------- | ----------------- | ----------------- | ----------------- | ----------------- |
| Deutsch       | 115               | 89,84 %           | 172               | 96,63 %           | 227               | 94,58 %           |
| Rätoromanisch | 9                 | 7,03 %            | 3                 | 1,69 %            | 10                | 4,17 %            |
| Einwohner     | 128               | 100 %             | 178               | 100 %             | 240               | 100 %             |

### Herkunft und Nationalität
Von den Ende 2005 250 Bewohnern waren 243 Schweizer Staatsangehörige.

## Sehenswürdigkeiten
- Schloss Rietberg
- Ruine Hasensprung

## Persönlichkeiten
- Johann Anton Casparis der Ältere (1808–1877), Jurist, Politiker und Besitzer des Schlosses Rietberg